# Seasat
Seasat est un satellite de télédétection océanographique de la NASA lancé en 1978 en orbite terrestre basse. C'est le premier satellite dont la mission est d'étudier les océans. Il utilise à cet effet un radar à ouverture de synthèse reprenant une technique mise au point pour les sondes spatiales. Son développement est assuré par le Jet Propulsion Laboratory.

## Objectifs
Les objectifs de Seasat sont de valider l'utilisation de satellites pour surveiller les phénomènes océanographiques et permettre de définir les caractéristiques opérationnelles d'instruments permettant de collecter les données depuis un satellite. Des objectifs plus spécifiques comprennent la collecte de données sur les vents de surface, sur la température à la surface des océans, la hauteur des vagues, l'humidité atmosphérique, la banquise et la topographie de l'océan.

## Déroulement de la mission
Seasat est lancé le 27 juin 1978  à 01 h 12 TU par un lanceur Atlas-Agena depuis la base de lancement de Vandenberg et placé sur une orbite quasi circulaire de 800 km d'altitude avec une inclinaison de 108,0°. Seasat fonctionne durant 105 jours avant d'être victime d'un court-circuit massif de son système électrique le 10 octobre 1978 qui met fin à la mission.
Seasat permet la mise au point d'instruments et techniques qui sont reprises plus tard dans des missions embarquées à bord de la navette spatiale américaine et sur les satellites océanographiques TOPEX/Poseidon, Jason-1 (altimètres), QuikSCAT (diffusiomètre).

## Charge utile
Seasat emporte cinq instruments destinés à retourner le plus grand nombre d'informations possibles sur la surface des océans :
1. Un radar altimètre[1] pour mesurer la distance entre le satellite et la surface de l'océan.
2. Un diffusomètre[1] à micro-ondes pour mesurer la vitesse du vent et sa direction.
3. Un radiomètre multicanal à micro-ondes pour mesurer la température des eaux de surface[1].
4. Un radiomètre fonctionnant en lumière visible et dans l'infrarouge pour identifier les nuages et les formes terrestres et maritimes.
5. Un radar à ouverture de synthèse[1] en bande L et avec une polarisation HH et angle de visée fixe pour étudier les vagues et la glace polaire.